# Liste der Kulturdenkmale in Chemnitz-Altchemnitz
In der Liste der Kulturdenkmale in Chemnitz-Altchemnitz sind die Kulturdenkmale des Chemnitzer Stadtteils Altchemnitz verzeichnet, die bis September 2024 vom Landesamt für Denkmalpflege Sachsen erfasst wurden (ohne archäologische Kulturdenkmale). Die Anmerkungen sind zu beachten.
Diese Aufzählung ist eine Teilmenge der Liste der Kulturdenkmale in Chemnitz.

## Liste der Kulturdenkmale in Chemnitz-Altchemnitz
| Bild           | Bezeichnung | Lage | Datierung | Beschreibung | ID       |
| -------------- | --- | --- | --- | --- | -------- |
|                | Verwaltungsgebäude in Ecklage (Peretz-Haus, baulich verbunden mit Fabrikgebäude Elsasser Straße 1) | Altchemnitzer Straße 4 (Karte)                                                                                      | Um 1920 | Anspruchsvoll gestalteter Putzbau in städtebaulich hervorgehobener Situation, wertvolle ornamentale Details, weitestgehend original, siehe auch unter Elsasser Straße 1, ortsgeschichtlich von Bedeutung | 09202218 |
|                | Mietshaus in geschlossener Bebauung konzipiert | Altchemnitzer Straße 8 (Karte)                                                                                      | 1911 | Schlichtes, gut gegliedertes Mietshaus, in sehr gutem Zustand, bemerkenswerte Innendetails im Eingangsbereich, baugeschichtlich von Bedeutung | 09202219 |
|                | Mietshaus in geschlossener Bebauung konzipiert | Altchemnitzer Straße 16 (Karte)                                                                                     | Bezeichnet mit 1906 | Gründerzeitlicher Etagenwohnbau, qualitätvolle Fassadengestaltung mit bemerkenswertem Schmuckgiebel, baugeschichtlich von Bedeutung | 09202220 |
|                | Mietshaus in geschlossener Bebauung konzipiert | Altchemnitzer Straße 22 (Karte)                                                                                     | 1912 | Schlichter, jedoch anspruchsvoll gestalteter Putzbau, Jugendstil, weitestgehend original, wertvolle Innendetails (Malereien), baugeschichtlich von Bedeutung | 09202221 |
|                | Fabrik- und Verwaltungsgebäude in Ecklage (ehemalige Strumpf-Fabrik Hugo Knobloch & Co.) | Altchemnitzer Straße 26 (Karte)                                                                                     | 1911 | Schlichter, monumentaler Produktionsbau in städtebaulich wichtiger Ecklage, von industrie- und stadtentwicklungsgeschichtlicher Bedeutung | 09202458 |
| Weitere Bilder | Fabrikanlage (mehrere Gebäudeflügel) mit Vorgarten zur Straße sowie Wandgemälde von Will Schestak im Treppenaufgang einer Fabrikhalle (ehemals VEB Spinnereimaschinenbau, vormals Sächsische Textilmaschinenfabrik Oscar Schimmel & Co., vormals Richard Hartmann AG) | Altchemnitzer Straße 27 (Karte)                                                                                     | 1920er Jahre (Altbau); 1956 (Erweiterung); 1959 (Wand- und Deckenbild) | Großer, für die Chemnitzer Industriegeschichte bedeutsamer Werkskomplex, in zwei Phasen entstanden, herausragende architektonische Qualität, guter Erhaltungszustand, der Erweiterungsbau einer der bedeutendsten Industriebauten der DDR-Nachkriegsmoderne von überregionaler bauhistorischer Bedeutung | 09202226 |
| Weitere Bilder | Verwaltungsgebäude mit Einfriedung und Vorgarten (ehemals Textilfabrik Gebr. Sussmann) | Altchemnitzer Straße 40 (Karte)                                                                                     | 1923 | Elegant gekrümmter Regierungsbau traditionalistischer Prägung, außerordentlich qualitätvoll, weitestgehend original, ortsgeschichtlich und baugeschichtlich von Bedeutung | 09202230 |
| Weitere Bilder | Fabrik (heute Landesdirektion Chemnitz, ehemals VEB Buchungsmaschinenwerk, Astrawerke) | Altchemnitzer Straße 41 (Karte)                                                                                     | 1928–1929 | Architektonisch wertvoller Industriebau, sachliche Gestaltung, wenige expressionistische Formelemente, im Stil der Klassischen Moderne, Architekt: Willy Schönefeld, industriehistorisch, ortsgeschichtlich und baugeschichtlich von Bedeutung | 09202222 |
| Weitere Bilder | Verwaltungsgebäude | Altchemnitzer Straße 46 (Karte)                                                                                     | 1912 | Repräsentatives, anspruchsvoll gestaltetes Bürogebäude im Stil der Reformarchitektur um 1910, baugeschichtlich von Bedeutung | 09202229 |
|                | Verwaltungsgebäude mit Vorgarten und Einfriedung | Altchemnitzer Straße 52 (Karte)                                                                                     | 1920er Jahre | Qualitätvolles Bürogebäude in monumentalisierender Architektursprache, baugeschichtlich von Bedeutung | 09202228 |
| Weitere Bilder | Villa | Altchemnitzer Straße 64 (Karte)                                                                                     | 1883 | Repräsentativer gründerzeitlicher Wohnbau, Verwendung von Renaissancemotiven, weitestgehend original, baugeschichtlich von Bedeutung | 09202227 |
| Weitere Bilder | Krenkel-Stiftung (Sachgesamtheit) | Altchemnitzer Straße 66, 68, 70, 72, 74, 76 (Wilhelm-Raabe-Straße 47, 49, 51) (Karte)                               | 1904–1905 | Sachgesamtheit Krenkel-Stiftung, mit den Einzeldenkmalen: Mehrfamilienhäuser einer Wohnanlage (siehe Altchemnitzer Straße 66/68 Obj. 09202225, Altchemnitzer Straße 70/72/74 Obj. 09202224, Altchemnitzer Straße 76 Obj. 09202223 und Wilhelm-Raabe-Straße 47/49/51 Obj. 09202464), weiterhin mit den Sachgesamtheitsteilen: Einfriedung, Pforte (Torbogen, bei Nr. 76), Vorgärten und Grünfläche im Hof; kleine Siedlung, sowohl gestalterisch als auch durch den Zusammenhang mit gegenüberliegenden Fabrikbauten bemerkenswerte Wohnanlage, in gutem Zustand, ländliche Formelemente (Fachwerk), ortsgeschichtlich von Bedeutung | 09302506 |
| Weitere Bilder | Mehrfamilienhaus (zwei Eingänge) einer Wohnanlage (Einzeldenkmal der Sachgesamtheit 09302506) | Altchemnitzer Straße 66, 68 (Karte)                                                                                 | 1904–1905 | Einzeldenkmal der Sachgesamtheit Krenkel-Stiftung; Teil einer kleinen Siedlung, sowohl gestalterisch als auch durch den Zusammenhang mit gegenüberliegenden Fabrikbauten bemerkenswerte Wohnanlage, in gutem Zustand, ländliche Formelemente (Fachwerk), baugeschichtlich von Bedeutung | 09202225 |
| Weitere Bilder | Mehrfamilienhaus (drei Eingänge) einer Wohnanlage (Einzeldenkmal der Sachgesamtheit 09302506) | Altchemnitzer Straße 70, 72, 74 (Karte)                                                                             | 1904–1905 | Einzeldenkmal der Sachgesamtheit Krenkel-Stiftung; Teil einer kleinen Siedlung, sowohl gestalterisch als auch durch den Zusammenhang mit gegenüberliegenden Fabrikbauten bemerkenswerte Wohnanlage, in gutem Zustand, ländliche Formelemente (Fachwerk), ortsgeschichtlich von Bedeutung | 09202224 |
| Weitere Bilder | Mehrfamilienhaus einer Wohnanlage, in Ecklage (Einzeldenkmal der Sachgesamtheit 09302506) | Altchemnitzer Straße 76 (Karte)                                                                                     | 1904–1905 | Einzeldenkmal der Sachgesamtheit Krenkel-Stiftung; Teil einer kleinen Siedlung, sowohl gestalterisch als auch durch den Zusammenhang mit gegenüberliegenden Fabrikbauten bemerkenswerte Wohnanlage, in gutem Erhaltungszustand, ländliche Formelemente (Fachwerk), ortsgeschichtlich von Bedeutung | 09202223 |
| Weitere Bilder | Umspannwerk (Nr. 2) mit Hauptgebäude (Schalthaus), Seitengebäude (Transformatorenhaus und Werkstatt), Nebengebäuden und Beamten-Wohnhaus (Nr. 4) | An der Walzenmühle 2, 4 (Karte)                                                                                     | 1926 | Als ältestes Umspannwerk in Chemnitz von herausragender Bedeutung, historische Technik in großen Teilen noch vorhanden, besonders bemerkenswert der Schaltraum sowie 110-kV- bzw. ehemalige 30-kV-Schaltanlage, technikgeschichtlich von Bedeutung | 09202343 |
| Weitere Bilder | Steinkreuz | Annaberger Straße (Karte)                                                                                           | 15./16. Jahrhundert | Aus Porphyr auf niedrigem Sockel, ursprünglich im Vorgarten des Hauses Nr. 150, ortsgeschichtlich von Bedeutung | 09202283 |
|                | Villa | Annaberger Straße 70 (Karte)                                                                                        | 1873 | Gut erhaltene Fabrikantenvilla in klassizistischem Stil mit schönen, originalen Fenstereinrahmungen und Verdachungen, von ortsgeschichtlicher Bedeutung als ehemalige Fabrikantenvilla, typisch für Altchemnitz zum Ende des letzten Jahrhunderts, bildet ein Grundstück mit dem Industriebau Rößlerstraße 9, siehe auch Annaberger Straße Nr. 72 | 09202460 |
|                | Eisenbahnbogen Chemnitz (Sachgesamtheit) | Annaberger Straße 71 (bei Augustusburger Straße 45, Bernhardstraße, Reichenhainer Straße 1, Reichsstraße 1) (Karte) | Anfang 20. Jahrhundert | Sachgesamtheit Eisenbahnbogen Chemnitz, mit folgenden Einzeldenkmalen: Eisenbahnbrücke mit Flügelmauern über die Augustusburger Straße und angrenzender nördlicher Stützmauer zwischen Hauptbahnhofgelände und Höhe Dammstraße sowie südlich angrenzender Stützmauer bis Straßenbrücke Zschopauer Straße (siehe 09244882), Bahnhof Chemnitz-Süd mit Empfangsgebäude, zwei Bahnsteigüberdachungen (eine eingelagert), Überdachungen beider Bahnsteigzugänge, Einfriedung des Bahngeländes an der Südbahnstraße, sowie Einfriedung des Bahngeländes an der Südbahnstraße und Wartehäuschen auf dem Bahnsteig der Eisenbahnstrecke Chemnitz–Adorf (6645), die Eisenbahnbrücke über die Reichenhainer Straße der Hauptbahnstrecke Dresden–Werdau (6258, sä. DW) sowie die daran anschließenden östlichen Stützmauern beiderseits der Eisenbahnstrecke Dresden–Werdau (siehe 09202217) sowie Bahnhof Chemnitz-Mitte, Nikolai-Bahnhof (ehem.) mit Empfangsgebäude und Bahnsteigüberdachung des Bahnhofs, gemauertem Bahndamm und zwei Eisenbahnbrücken über die Stollberger Straße (km 82,760) und über die Reichsstraße (km 82,810) an der Neefestraße (siehe 09203388), Eisenbahnviadukt über Annaberger Straße, Chemnitzfluss und Beckerstraße (siehe 09244740), Straßenbrücke Bernhardstraße (siehe 09244742). Stadtbildprägende und ortsgeschichtlich bedeutende Eisenbahnanlage mit dem technikgeschichtlich, eisenbahngeschichtlich und stadtentwicklungsgeschichtlich bedeutendem Eisenbahnviadukt und mehreren Eisenbahnbrücken sowie den stadtbildprägenden Stützmauern und den baugeschichtlich bedeutenden Bahnhofsanlagen Chemnitz-Süd und Chemnitz-Mitte, angelegt zwischen Hauptbahnhof und Bahnhof Chemnitz-Mitte am Anfang des 20. Jahrhunderts zur Umgehung des historischen Stadtzentrums und Erweiterung des Eisenbahnknotenpunktes der überregional bedeutenden Industriestadt Chemnitz. | 09306647 |
|                | Villa | Annaberger Straße 72 (Karte)                                                                                        | Ende 19. Jahrhundert | Schlichte Villa in klassizistischer Manier gestaltet, kaum Veränderungen, von ortshistorischem Wert für Altchemnitz als ehemalige Prokuristenvilla im Zusammenhang mit der Fabrikantenvilla Nr. 70 | 09202461 |
| Weitere Bilder | Ehemalige Maschinenfabrik Schubert & Salzer (Sachgesamtheit), heute Gewerbepark Wirkbau | Annaberger Straße 73 (Lothringer Straße 11) (Karte)                                                                 | 1896 (Bau A), 1906 (Bau C), 1911/12 (Bau D, Lothringer Straße 11), 1917 (Bau E, Annaberger Straße 73), 1927 (Bau F, mit Turm) | Sachgesamtheit Schubert & Salzer Maschinenfabrik AG, Industrieanlage mit folgenden Einzeldenkmalen (siehe 09202239) sowie Einfriedung (Sachgesamtheitsteil): - mit westlichem Verwaltungsgebäude (Bau E) an der Annaberger Straße - südlichem Werksgebäude (Bau D) an der Lothringer Straße 11 - dahinterliegender Halle (Bau G) mit vier Brücken - nördlichem Werksgebäude (Bau C) - Schmiede (Kessel- und Maschinenhaus) und Uhrturm (Bau F) - östlichem Werksgebäude (Bau A) - weiterem Werksgebäude (in Fließbeton-Verfahren) an der Elsasser Straße Fabrikanlage der Maschinenfabrik Schubert und Salzer, von herausragender Bedeutung für die Chemnitzer Industriegeschichte, die Anlage umfasst Einzelgebäude von bemerkenswerter architektonischer Qualität, darunter das repräsentative Verwaltungsgebäude an der Annaberger Straße im Stil der Reformarchitektur um 1910, das imposante, langgestreckte Werksgebäude an der Lothringer Straße (Architekten: Zapp & Basarke), eine eingeschossige Halle im Zentrum des Komplexes, die über vier Brücken mit den übrigen Gebäuden verbunden ist, die von Erich Basarke entworfene Schmiede mit dem das Werk überragenden, wahrzeichenhaften Fahrstuhl- und Uhrturm, sowie ein imposantes in Fließbeton konstruiertes Gebäude an der Elsasser Straße, seltener Fall einer in ihrer ursprünglichen Kompaktheit erhaltenen Werksbebauung, gesamte Anlage ist Sachgesamtheit, ortshistorisch, technikgeschichtlich und baugeschichtlich von Bedeutung | 09302519 |
| Weitere Bilder | Westliches Verwaltungsgebäude (Bau E) an der Annaberger Straße, südliches Werksgebäude (Bau D) an der Lothringer Straße 11, dahinterliegende Halle (Bau G) mit vier Brücken, nördliches Werksgebäude (Bau C), Schmiede (Kessel- und Maschinenhaus) und Uhrturm (Bau F), östliches Werksgebäude (Bau A), weiteres Werksgebäude (in Fließbeton-Verfahren) an der Elsasser Straße (Einzeldenkmale der Sachgesamtheit 09302519) | Annaberger Straße 73 (Lothringer Straße 11) (Karte)                                                                 | 1927 (Kessel- und Maschinenhaus mit Uhrturm, Bau F; 1917 (westliches Verwaltungsgebäude, Bau E); 1896 (östliches Werksgebäude, Bau A); 1911/12 (Werksgebäude an der Lothringer Straße, Ba; 1920er Jahre (Werksgebäude an der Elsässer Straße) | Einzeldenkmale der Sachgesamtheit Maschinenfabrik Schubert und Salzer; Fabrikkomplex der Maschinenfabrik Schubert und Salzer, von herausragender Bedeutung für die Chemnitzer Industriegeschichte, die Anlage umfasst Einzelgebäude von bemerkenswerter architektonischer Qualität, darunter das repräsentative Verwaltungsgebäude an der Annaberger Straße im Stil der Reformarchitektur um 1910, das imposante, langgestreckte Werksgebäude an der Lothringer Straße (Architekten: Zapp & Basarke), eine eingeschossige Halle im Zentrum des Komplexes, die über vier Brücken mit den übrigen Gebäuden verbunden ist, die von Erich Basarke entworfene Schmiede mit dem das Werk überragenden, wahrzeichenhaften Fahrstuhl- und Uhrturm, sowie ein imposantes in Fließbeton konstruiertes Gebäude an der Elsasser Straße, seltener Fall einer in ihrer ursprünglichen Kompaktheit erhaltenen Werksbebauung, gesamte Anlage ist Sachgesamtheit, ortshistorisch, technikgeschichtlich und baugeschichtlich von Bedeutung | 09202239 |
| Weitere Bilder | Bürogebäude in Ecklage (ehemals Karstadt) | Annaberger Straße 93 (Karte)                                                                                        | 1926 in Betrieb genommen | Imposanter, sandsteinverkleideter Bürohausbau in neoklassizistischer Stilsprache, ortshistorisch und baugeschichtlich von Bedeutung. Erbaut als Einkaufshaus des Warenhaus-Unternehmens Rudolph Karstadt AG. | 09202238 |
|                | Mietshaus in Ecklage | Annaberger Straße 107 (Karte)                                                                                       | Ende 19. Jahrhundert | Qualitätvoller gründerzeitlicher Etagenwohnbau in städtebaulich hervorgehobener Situation, weitgehend original, baugeschichtlich von Bedeutung | 09202237 |
| Weitere Bilder | Zwei Mietshäuser in offener Bebauung | Annaberger Straße 110, 110a (Karte)                                                                                 | Um 1905 | Großes, straßenbildprägendes Doppelmietshaus mit ländlichen Fachwerkelementen, weitgehend original erhalten, baugeschichtlich von Bedeutung | 09202462 |
| Weitere Bilder | Fabrikanlage mit mehreren Fertigungsgebäuden, quadratischem Schornstein und Direktorenwohnung sowie Einfriedungsmauer (ehemals Gießerei Carl August Richter) | Annaberger Straße 114 (Karte)                                                                                       | 1875 | Architekturgeschichtlich bemerkenswerte, im Verlauf von zwei Jahrzehnten entstandene Anlage mit städtebaulich wirksamer Akzentuierung an einer Straßenecke, auch ortsgeschichtlich und technikhistorisch von Bedeutung | 09202288 |
|                | Mietshaus in offener Bebauung, mit rückwärtiger Seifensiederei | Annaberger Straße 118 (Karte)                                                                                       | 1896 | Einfaches, qualitätvoll gestaltetes Wohngebäude, baugeschichtlich von Bedeutung, Rückgebäude industriegeschichtlich bedeutsam als letzte in Chemnitz erhaltene Seifensiederei | 09202289 |
|                | Geschäftshaus in Ecklage (Sächsische Bildungsagentur, ehemals Deutsche Einkaufsgenossenschaft für Textilwaren) | Annaberger Straße 119 (Karte)                                                                                       | 1928–1929 | Mächtiges, die städtebauliche Situation dominierendes Gebäude, wichtiger Vertreter des architektonischen Expressionismus in Chemnitz, baugeschichtlich von Bedeutung | 09202240 |
|                | Wohnstallhaus eines ehemaligen Dreiseithofes | Annaberger Straße 120 (Karte)                                                                                       | 1. Drittel 19. Jahrhundert | Typisches ländliches Wohnstallgebäude der ursprünglichen dörflichen Bebauung von Altchemnitz, von ortsgeschichtlicher Bedeutung, straßenbildprägender Bau | 09202285 |
|                | Triebfedern-Fabrik mit Nebengebäude (Federfabrik Alfred Weigel) | Annaberger Straße 138 (Karte)                                                                                       | Anfang 20. Jahrhundert, Anbau 1935 | Kleine Fabrikanlage, sich zusammensetzend aus einem älteren Bauteil vom Anfang des 20. Jahrhunderts in relativ schlichter Formensprache und einem langgestreckten Fabrikbau, bestehend aus stereometrischen Baukörpern, mit Fensterbändern, im Stil einer gemäßigten Moderne, technikhistorisch, ortsgeschichtlich und baugeschichtlich von Bedeutung | 09202287 |
| Weitere Bilder | Wohnanlage an der Annaberger Straße (Sachgesamtheit) | Annaberger Straße 155 (Erdmannsdorfer Straße 2, 4, 6, 8, 10; Comeniusstraße 2) (Karte)                              | 1955–1957 | Sachgesamtheit Wohnanlage an der Annaberger Straße, bestehend aus den Einzeldenkmalen: - zwei im rechten Winkel angeordnete Mehrfamilienhäuser mit Ladenfront (Annaberger Straße 155, siehe 09301618) - ein Mehrfamilienhaus (Comeniusstraße 2, siehe 09302643) - eine Häuserzeile mit Mehrfamilienhäusern (Erdmannsdorfer Str. 2, 4, 6, 8, 10, siehe 09302642) - sowie Garagengebäude mit angebautem Gartenpavillon im Wohnhof und Vorgärten (Sachgesamtheitsteile) - weiterhin Gebäudevorfläche an der Annaberger Straße/Ecke Erdmannsdorfer Straße mit Treppe, kleiner Einfriedungsmauer und Litfaßsäule (Gartendenkmal) Einheitlich gestaltetes Wohnquartier mit platzartiger Weitung an der Annaberger Straße, als Zeugnis der Nachkriegsarchitektur und des Wohnhausbaus nach dem Zweiten Weltkrieg von baugeschichtlicher, stadtgeschichtlicher, gartenkünstlerischer und städtebaulicher Bedeutung. | 09301621 |
| Weitere Bilder | Zwei im rechten Winkel angeordnete Mehrfamilienhäuser mit Ladenfront einer Wohnanlage (Einzeldenkmal der Sachgesamtheit 09301621) | Annaberger Straße 155 (Karte)                                                                                       | 1955–1957 | Einzeldenkmal der Sachgesamtheit Wohnanlage an der Annaberger Straße; einheitlich gestaltetes Wohnquartier mit platzartiger Weitung an der Annaberger Straße, als Zeugnis der Nachkriegsarchitektur und des Wohnhausbaus nach dem Zweiten Weltkrieg von baugeschichtlicher, stadtgeschichtlicher und städtebaulicher Bedeutung | 09301618 |
|                | Doppelmietshaus | Annaberger Straße 176, 178 (Karte)                                                                                  | 1907 | Qualitätvolles Etagenwohnhaus mit Jugendstilornament und Fachwerkdetails, weitgehend original, baugeschichtlich von Bedeutung | 09202276 |
| Weitere Bilder | Institutsgebäude des Forschungszentrums des Werkzeugmaschinenbaues Karl-Marx-Stadt mit angebautem Speisesaal und Halle mit Büros und angebauter Warenschleuse sowie Wegepflaster und Grünfläche | Annaberger Straße 231 (Karte)                                                                                       | 1959–1960 | Abgewinkelte Baukörperanordnung, Hauptgebäude als monolithische Stahlbetonkonstruktion mit streng gegliederter Rasterfassade, im Stil der Nachkriegsmoderne, Fassadenrelief von Wilhelm Landgraf, baugeschichtlich von Bedeutung | 09202293 |
| Weitere Bilder | Verwaltungsgebäude (Technologiezentrum Chemnitz, ehemals Institut für Textiltechnologie) | Annaberger Straße 240 (Karte)                                                                                       | Bezeichnet mit 1955 | Streng gegliederter, repräsentativer Bau mit neoklassizistischen Gestaltungselementen, baugeschichtlich und ortsgeschichtlich von Bedeutung | 09202291 |
| Weitere Bilder | Schule (mehrere Gebäudeflügel), Alte Schule Altchemnitz | Annaberger Straße 245 (Karte)                                                                                       | Bezeichnet mit 1860–1861 | Bemerkenswerter, symmetrisch angelegter Putzbau mit strenger, gut erhaltener Gliederung, Anklänge an Neorenaissanceformen (Neue Schule Altchemnitz, siehe Schulstraße 2), baugeschichtlich von Bedeutung | 09202278 |
| Weitere Bilder | St.-Michaelis-Friedhof Altchemnitz (Sachgesamtheit) | Annaberger Straße 251 (Karte)                                                                                       | 1878 | Sachgesamtheit St.-Michaelis-Friedhof Altchemnitz, mit den Einzeldenkmalen (siehe 09202279): - Friedhofskapelle - Luthergedenkstein - und vier Grabmäler Bemerkenswerte, axial organisierte und gartenartig gestaltete Friedhofsanlage, beherrscht von dem im Zentrum sich erhebenden Kapellenbau, ortsgeschichtlich, künstlerisch und baugeschichtlich von Bedeutung. | 09302524 |
| Weitere Bilder | Friedhofskapelle, Luthergedenkstein und vier Grabmäler (Einzeldenkmale der Sachgesamtheit 09302524) | Annaberger Straße 251 (Karte)                                                                                       | Um 1910 (Friedhofskapelle); 1917 (Luthergedenkstein) | Einzeldenkmale der Sachgesamtheit St.-Michaelis-Friedhof Altchemnitz; bemerkenswerte, axial organisierte und gartenartig gestaltete Friedhofsanlage, beherrscht von dem im Zentrum sich erhebenden Kapellenbau, ortsgeschichtlich, künstlerisch und baugeschichtlich von Bedeutung Friedhof hinter der Kirche mit architektonisch anspruchsvoll gestalteter Kapelle sowie Erbbegräbnissen und Denkmäler von ortsgeschichtlicher bzw. künstlerischer Bedeutung. Längsrechteckige Anlage hinter der Kirche. - Kapelle: in rotem Ziegelverblender, reiche Sandsteindetails, Eingangsbereich risalitartig vorspringend unter Spitzgiebel, Gebäudeecken leicht erhöht unter geschwungenen Hauben, Rundbogenportal, Originaltür, geometrisierendes Ornament im Stil der Reformarchitektur um 1910, quadratischer Mittelbau erhebt sich hinter dem Vorbau, bekrönt von geschwungener Haube, Rauchabzüge an den Ecken - Luthergedenkstein: zur Erinnerung an die Reformation, grob behauener Stein mit Inschrift - Gräber: - Erbbegräbnis ohne Namen: Sockel roter Sandstein, dann Marmor sowie Plastik einer Trauernden (am Sarg sitzende weibliche Figur mit Blumenkranz) - Grabmal Familie Hesse: Obelisk mit schmiedeeiserner Einfassung - Erbbegräbnis Familie Carl Hesse: um 1909, Granitmauer mit mittig angeordnetem Kreuz und seitlichen Blumenschalen - Familie Richard Frank: 1926, Galvanoplastik (Christus auf der Rast, auf Felsen sitzende männliche Figur), heute Gemeinschaftsanlage ohne Namen | 09202279 |
|                | Kriegerdenkmal für Deutsch-Französischen Krieg 1870/71 | Annaberger Straße 251 (Karte)                                                                                       | Nach 1871 | Ortsgeschichtlich und künstlerisch von Bedeutung, am Eingang des Friedhofs rechts, untersetzter Sandsteinobelisk auf kräftig profiliertem Sockel | 09307410 |
| Weitere Bilder | St.-Michaelis-Kirche mit Ausstattung und Kirchplatz (Gartendenkmal) | Annaberger Straße 251 (Karte)                                                                                       | Bezeichnet mit 1889 (Kirche); Mitte 16. Jahrhundert (Gemälde); bezeichnet mit „CHW 1684“ (Taufe); 18. Jahrhundert (Kruzifix); 1974 (Orgel) | Großer Kirchenbau in neogotischen Stilformen, Anklänge an norddeutsche Backsteingotik, ortsgeschichtlich, künstlerisch und baugeschichtlich von Bedeutung | 09202280 |
|                | Fabrikhalle (Metallwarenfabrik Rowac, ehemals Firma Robert Wagner, heute BEMEFA Metallmöbel) | Annaberger Straße 282a (Karte)                                                                                      | 1900 | Eingeschossige Fabrikationshalle mit qualitätvoller gründerzeitlicher Klinkerfassade und original erhaltenen Sheddächern, technikgeschichtlich und baugeschichtlich von Bedeutung | 09202349 |
|                | Mietvilla in gemischter Bebauung | Annaberger Straße 285 (Karte)                                                                                       | Bezeichnet mit 1909 | Besonders wertvoller, reich gestalteter Wohnbau in Formen des Jugendstils und des Späthistorismus, weitestgehend original, baugeschichtlich von Bedeutung | 09202294 |
|                | Mietshaus in halboffener Bebauung | Annaberger Straße 359 (Karte)                                                                                       | Anfang 20. Jahrhundert | Aufwendig gestaltetes späthistoristisches Mietshaus in städtebaulich bedeutender Lage, weitestgehend original erhalten, baugeschichtlich von Bedeutung | 09202346 |
| Weitere Bilder | Villa mit Garten und Einfriedung, in Ecklage | Annaberger Straße 367 (Karte)                                                                                       | 1909 | Villa in großem Garten mit viel Altbaumbestand, Gliederung durch Mauern, Terrassen und Wege, Einfriedung des Geländes mit hoher, abgetreppter Schiefermauer an der Straße Pfarrhübel, sehr bedeutsam für das Straßenbild, Villa im Reformstil der Zeit um 1910, baugeschichtlich von Bedeutung | 09202345 |
| Weitere Bilder | Fabrikgebäude | Bruno-Salzer-Straße 2 (Karte)                                                                                       | 1891 | Besonders qualitätvoller mächtiger Backsteinbau mit dreiseitiger, differenzierter Fassadengestaltung, interessante Treppenhausgestaltung an der Hoffassade, weitestgehend original, technikgeschichtlich und baugeschichtlich von Bedeutung | 09202241 |
|                | Fabrikgebäude | Bruno-Salzer-Straße 20 (Karte)                                                                                      | 1899 | Qualitätvoller Vertreter der Industriearchitektur um 1900, straffe Fassadengliederung durch mehrfarbige Ziegelverblender, ortsgeschichtlich von Bedeutung | 09202454 |
| Weitere Bilder | Mietshaus in offener Bebauung | Buchholzer Straße 2 (Karte)                                                                                         | 1908 | Weitestgehend erhaltener gründerzeitlicher Mietshausbau, von Bedeutung für das Straßenbild auf Grund des schönen Erkers, bekrönt von einem geschwungenen Dacherkergiebel, baugeschichtlich von Bedeutung | 09202340 |
| Weitere Bilder | Schule (Jan-Amos-Comenius-Schule, Sportoberschule) | Comeniusstraße 1 (Karte)                                                                                            | 1916 fertiggestellt | Seine Umgebung beherrschender Schulbau, strenge Gliederung, weitgehend original, im Inneren wertvolle Reste der Bauzeit, Reformstil-Architektur, baugeschichtlich von Bedeutung. Nordflügel im Oktober 2014 abgerissen. | 09202332 |
| Weitere Bilder | Mehrfamilienhaus einer Wohnanlage (Einzeldenkmal der Sachgesamtheit 09301621) | Comeniusstraße 2 (Karte)                                                                                            | 1955–1957 | Einzeldenkmal der Wohnanlage an der Annaberger Straße; einheitlich gestaltetes Wohnquartier mit platzartiger Weitung an der Annaberger Straße, als Zeugnis der Nachkriegsarchitektur und des Wohnhausbaus nach dem Zweiten Weltkrieg von baugeschichtlicher, stadtgeschichtlicher und städtebaulicher Bedeutung | 09302643 |
| Weitere Bilder | Fabrikgebäude mit Pförtnerhaus und Einfriedung, im Hof ein Heizhaus mit Schornstein (ehemals Handschuhfabrik Gebr. Becker) | Crusiusstraße 4 (Karte)                                                                                             | 1884, Umbau 1930 | Original erhaltenes Fabrikgebäude vom Ende des letzten Jahrhunderts, ein gut erhaltener viereckiger Schornstein, auf quadratischem Sockel, technikgeschichtlich und ortsgeschichtlich von Bedeutung | 09202274 |
|                | Fabrikbau (mit Verwaltungs- und Fertigungsräumen) | Crusiusstraße 5 (Karte)                                                                                             | 1886 | Einfacher gründerzeitlicher Industriebau mit bemerkenswerter Überformung im Stil der Neuen Sachlichkeit, ortsentwicklungsgeschichtlich von Bedeutung | 09202273 |
| Weitere Bilder | Fabrikgebäude (Altbau von 1906), Verwaltungsgebäude (Neubau von 1928/29) sowie anschließende Werkhalle (ehemalige Halle A und C) mit zwei Kranbahnen (ehemals Werkzeugmaschinenfabrik Hermann Pfauter, später VEB Zahnschneidemaschinenfabrik Modul) | Einsiedler Straße 3 (Karte)                                                                                         | 1906 (Altbau mit Fabrikhalle A); 1919–1920 (Fabrikhalle C hinterer Teil); 1928–1929 (Kranhalle C vorderer Teil und neues Verwaltungsgebäude)                                                                                                  | Baugeschichtlich bedeutsame Fabrikanlage mit markantem Verwaltungsgebäude und außergewöhnlicher, vierschiffiger Hallenkonstruktion mit zwei inneren Kranbahnen, besonders im Eingangsbereich bemerkenswerte Fassadengestaltung, original erhaltenes Vestibül, technikhistorisch, ortsgeschichtlich und baugeschichtlich von Bedeutung | 09202342 |
|                | Fabrikgebäude (Peretz-Haus, baulicher Zusammenhang mit Altchemnitzer Straße 4) | Elsasser Straße 1 (Karte)                                                                                           | Um 1925 | Qualitätvoller Industriebau mit fein abgestufter Fassadengliederung, wirksame Akzentuierung einer Straßenbiegung, weitestgehend original erhalten, siehe auch unter Altchemnitzer Straße 4, ortsgeschichtlich von Bedeutung | 09202450 |
| Weitere Bilder | Fabrik, bestehend aus drei zeitlich aufeinanderfolgenden Bauabschnitten, mit Einfriedung (Peretz-Haus, ehemals Strumpfwarenfabrik Siegfried Peretz) | Elsasser Straße 8 (Karte)                                                                                           | 1902 (1. Bauabschnitt); 1914 (2. Bauabschnitt); 1927 (3. Bauabschnitt) | Qualitätvoller Industriebau, bemerkenswert auf Grund der Ablesbarkeit seiner Entstehungsgeschichte, technikhistorisch und baugeschichtlich von Bedeutung | 09202234 |
| Weitere Bilder | Fabrikgebäude | Elsasser Straße 10 (Karte)                                                                                          | Um 1905 | Qualitätvoller, großzügig gegliederter Industriebau, bemerkenswert durch seine Farbwirkung, rückwärtig runder Schornstein, baugeschichtlich von Bedeutung | 09202235 |
|                | Mietshaus in geschlossener Bebauung konzipiert | Elsasser Straße 15 (Karte)                                                                                          | 1909 | Aufwendig gestaltete Fassade mit interessanter Bauornamentik, Bau ist für das Straßenbild von Bedeutung im Zusammenhang mit Nr. 17, als eines der letzten gründerzeitlichen Gebäude dieses Straßenzuges, baugeschichtlich von Bedeutung | 09202451 |
|                | Mietshaus in geschlossener Bebauung konzipiert | Elsasser Straße 17 (Karte)                                                                                          | 1909 | Architektonisch wertvoller Etagenwohnbau mit bemerkenswerten Details und gut erhaltenem Inneren, im Zusammenhang mit Nr. 15, baugeschichtlich von Bedeutung | 09202233 |
|                | Ehemalige Höhere Fachschule für Wirk- und Stricktechnik (heute Bürogebäude), mit rückwärtigem Anbau zum Hof und Einfriedung | Elsasser Straße 45 (Karte)                                                                                          | 1920er Jahre | Anspruchsvoller traditionalistischer Bau mit bemerkenswerten dekorativen Details, weitestgehend original erhalten, ortsgeschichtlich und baugeschichtlich von Bedeutung. Im August 2013 durch Brandstiftung schwer beschädigt. | 09202236 |
| Weitere Bilder | Eine Häuserzeile mit Mehrfamilienhäusern einer Wohnanlage (Einzeldenkmale der Sachgesamtheit 09301621) | Erdmannsdorfer Straße 2, 4, 6, 8, 10 (Karte)                                                                        | 1955–1957 | Einzeldenkmale der Wohnanlage an der Annaberger Straße; einheitlich gestaltetes Wohnquartier mit platzartiger Weitung an der Annaberger Straße, als Zeugnis der Nachkriegsarchitektur und des Wohnhausbaus nach dem Zweiten Weltkrieg von baugeschichtlicher, stadtgeschichtlicher und städtebaulicher Bedeutung | 09302642 |
|                | Villa mit Einfriedung | Erfenschlager Straße 19 (Karte)                                                                                     | 1910 | Große repräsentative Villa mit feiner Putzornamentik, weitestgehend original erhalten, baugeschichtlich von Bedeutung | 09202354 |
| Weitere Bilder | Wohnhaus in offener Bebauung | Erfenschlager Straße 23 (Karte)                                                                                     | Um 1870 | Schlichter, kleiner Wohnbau der Zeit um 1870, weist kaum Veränderungen auf, ortsentwicklungsgeschichtlich von Bedeutung | 09202355 |
| Weitere Bilder | Wasserwerk | Erfenschlager Straße 34 (Karte)                                                                                     | 1872–1874 | Erstes Wasserwerk der Stadt Chemnitz, bedeutender historischer Versorgungsbau, qualitätvolle Gestaltung, weitgehend unverändert, technikgeschichtlich von Bedeutung | 09202356 |
|                | Villa mit Garten | Erfenschlager Straße 47 (Karte)                                                                                     | 1907 | Weitestgehend in ihrem Originalzustand erhaltene Villa, gestalterisch interessante, gestaffelte Dachlandschaft, ländliche Motive wie Fachwerkgiebel, baugeschichtlich von Bedeutung | 09202352 |
|                | Villa mit Garten und Einfriedung | Erfenschlager Straße 49 (Karte)                                                                                     | 1905 | Große repräsentative Villa mit ländlichen Stilelementen (Fachwerk), ist auf Grund ihres originalen Zustandes und ihres gestalterischen Reichtums von Bedeutung für das Straßenbild, baugeschichtlich von Wert | 09202353 |
|                | Wohnhaus in offener Bebauung | Erfenschlager Straße 67 (Karte)                                                                                     | 1932 | Qualitätvoller Vertreter einer streng neusachlichen Architekturhaltung, nahezu unverändert erhalten, baugeschichtlich von Bedeutung | 09202269 |
| Weitere Bilder | Acht Siedlungshäuser (meist als Doppelwohnhäuser), Nr. 1, 2/4, 3/5, 6/8, 7/9, 10/12, 11/13 und 15/17/19 (Einzeldenkmale der Sachgesamtheit 09302634) | Felsensteig 1–13, 15, 17, 19 (Karte)                                                                                | Um 1925 | Einzeldenkmale der Sachgesamtheit Pfarrhübelsiedlung; im Heimatstil, als Teil einer geschlossen erhaltenen Siedlung von baugeschichtlichem und städtebaulichem Wert | 09247833 |
| Weitere Bilder | Brücken- und Straßengeländer sowie Mühlgraben-Auslauf | Florian-Geyer-Straße (Karte)                                                                                        | Ende 19. Jahrhundert | Gut erhaltener Rest eines qualitätvollen Brückengeländers und Straßengeländers aus verziertem Eisen entlang der Chemnitz, der Mühlgraben-Auslauf in die Chemnitz mit Sandsteinquadern gefasst, baugeschichtlich von Bedeutung | 09202271 |
|                | Mietshaus in geschlossener Bebauung konzipiert, mit Vorgarten und Einfriedungsmauer | Heinrich-Lorenz-Straße 3 (Karte)                                                                                    | 1911 | Reich gestaltete Fassade im Reformstil der Zeit um 1910, mit Stilanleihen aus unterschiedlichen Epochen, original erhaltene Fassadengliederung, bewegter Fassadenverlauf (geschwungene Erker), ist wichtig für das Straßenbild, baugeschichtlich von Bedeutung | 09202251 |
|                | Mietshaus in geschlossener Bebauung konzipiert | Heinrich-Lorenz-Straße 5 (Karte)                                                                                    | 1910 | Original erhaltener Mietsbau mit feiner Putzgliederung, bedeutsam für das Straßenbild in Verbindung mit den Nachbarhäusern, baugeschichtlich von Bedeutung | 09202324 |
|                | Mietshaus in geschlossener Bebauung konzipiert, mit Vorgarten und Einfriedung | Heinrich-Lorenz-Straße 9 (Karte)                                                                                    | Um 1910 | Monumental gestaltete Fassade mit einer Pilaster-Kolossalordnung, im Reformstil der Zeit um 1910, baugeschichtlich von Bedeutung | 09202252 |
|                | Mietshaus in ehemals geschlossener Bebauung mit Vorgarten | Heinrich-Lorenz-Straße 11 (Karte)                                                                                   | Laut Bauakte 1909 | Qualitätvoller Etagenwohnbau mit plastisch bewegter Fassadengliederung, weitestgehend original, künstlerisch, baugeschichtlich und städtebaulich von Bedeutung | 09202249 |
|                | Mietshaus in geschlossener Bebauung konzipiert, mit Vorgarten und Einfriedung | Heinrich-Lorenz-Straße 27 (Karte)                                                                                   | 1913 | Anspruchsvoll gestalteter Putzbau, typisch für Wohnbau der Reformarchitektur um 1910, weitestgehend original, baugeschichtlich von Bedeutung | 09202246 |
| Weitere Bilder | Verwaltungsgebäude mit Nebengebäude, Toreinfahrt und Einfriedung | Kauffahrtei 23 (Karte)                                                                                              | 1921–1924 | Aufwendiger konservativer Bau der 1920er Jahre, mit reichen Baudetails, sehr gut erhalten, erbaut für die Großeinkaufsgesellschaft Deutscher Konsumvereine (GEG), Architekt Erich Basarke, ortsgeschichtlich und baugeschichtlich von Bedeutung | 09202245 |
| Weitere Bilder | Mehrzweckgebäude (Nr. 25) und Verwaltungsgebäude (Nr. 25a) einer Verbrauchergenossenschaft sowie Einfriedungsmauer und Toreinfahrt (Lagerhäuser und Silo auf dem Gelände vor 2009 abgebrochen) | Kauffahrtei 25, 25a (Karte)                                                                                         | 1921–1924 | Teils repräsentativ gestaltete, teils zweckorientiert vereinfachte Einzelbauten fügen sich zum eindrucksvollen Komplex einer „Versorgungsstadt“, die Fabrik- und Lagerbauten waren bis 2009 weitestgehend original erhalten, Hauptgebäude heute unter anderem vom Landessozialgericht genutzt, sonst Gewerbepark, zusammengehörig mit Kauffahrtei Nr. 23, erbaut als Handelszentrale für die Großeinkaufsgesellschaft Deutscher Konsumvereine (GEG) in Hamburg, Architekt Erich Basarke, ortsgeschichtlich und baugeschichtlich von Bedeutung | 09202452 |
|                | Mietshaus in ehemals geschlossener Bebauung mit Vorgarten | Lothringer Straße 18 (Karte)                                                                                        | 1907 | Etagenwohnhaus von herausragender Gestaltungsqualität, Jugendstildetails vermischen sich mit neobarocken Formen, reiche malerische Ausgestaltung im Inneren, sehr guter Zustand, baugeschichtlich von Bedeutung | 09202232 |
|                | Mietshaus in geschlossener Bebauung | Lothringer Straße 20 (Karte)                                                                                        | 1910 | Anspruchsvoll gestaltetes Etagenwohnhaus, Jugendstilfassade von bemerkenswerter Qualität, baugeschichtlich von Bedeutung | 09202231 |
|                | Doppelmietshaus in offener Bebauung mit Vorgarten | Marienberger Straße 4, 6 (Karte)                                                                                    | 1905 | Gründerzeitliches Doppelmietshaus mit weitgehend originaler Putzhaut, symmetrische Fassadenanlage, von Bedeutung für den Straßenzug, baugeschichtlich von Wert | 09202463 |
|                | Doppelmietshaus in offener Bebauung mit Vorgarten (Nebenanlage) | Marienberger Straße 8, 10 (Karte)                                                                                   | 1905 | Weitestgehend original erhaltener Bau mit qualitätvollen Fassadendetails von baugeschichtlichem Wert | 09202358 |
|                | Mietshaus in halboffener Bebauung mit Vorgarten | Marienberger Straße 9 (Karte)                                                                                       | 1907 | Qualitätvoller, symmetrisch organisierter Bau, auf Grund der außergewöhnlichen Dachgestaltung straßenbildprägend, baugeschichtlich von Bedeutung | 09202359 |
| Weitere Bilder | Mietshaus in geschlossener Bebauung mit Vorgarten | Marienberger Straße 13 (Karte)                                                                                      | 1906 | Original erhaltene gründerzeitliche Klinkerfassade mit straßenbildprägenden Dacherkern, baugeschichtlich von Bedeutung | 09202363 |
|                | Mietshaus in geschlossener Bebauung mit Vorgarten | Marienberger Straße 15 (Karte)                                                                                      | 1906 | Gut erhaltener, sehr ausgewogen gestalteter Gründerzeitbau, baugeschichtlich von Bedeutung | 09202364 |
|                | Doppelmietshaus in offener Bebauung mit Vorgarten | Marienberger Straße 16, 18 (Karte)                                                                                  | 1905 | Gründerzeitliches Doppelmietshaus mit interessanten Fassadendetails, weitestgehend original erhalten, baugeschichtlich von Bedeutung | 09202360 |
|                | Fabrikhalle | Marienberger Straße 17 (Karte)                                                                                      | 1950er Jahre | Besonders wertvoll als eine der letzten im Chemnitzer Raum gebauten klassischen Galeriehallen, in sehr gutem Erhaltungszustand, industriehistorisch und baugeschichtlich von Bedeutung | 09202367 |
|                | Mietshaus in geschlossener Bebauung konzipiert, mit Vorgarten und Einfriedung | Olbernhauer Straße 25 (Karte)                                                                                       | Um 1930 | Qualitätvoller Wohnhausbau im neobarocken Stil der 1920er Jahre, baugeschichtlich von Bedeutung | 09202357 |
|                | Fabrikanlage mit Fabrikgebäude, ehemaliger Maschinenhalle (ehemals Elektrizitäts-A.G., vormals H. Pöge, heute Auktionshaus) und ehemaligem Gesellschaftshaus (heute Handelseinrichtung) | Paul-Gruner-Straße 58, 68 (Karte)                                                                                   | Vor 1895; um 1900; um 1910; 1920er Jahre; um 1920 (Fabrikhalle) | Ehemals Ensemble hochwertiger Werksbauten als einer der bedeutendsten, historisch gewachsenen Industriekomplexe in Altchemnitz, die ursprünglichen Funktionszusammenhänge waren hier in seltener Weise nachvollziehbar, industriehistorisch und baugeschichtlich von Bedeutung | 09202329 |
|                | Ehemalige Turnhalle, heute Kunst- und Auktionshaus | Paul-Gruner-Straße 70 (Karte)                                                                                       | Vor 1895 | Gut erhaltener gründerzeitlicher Klinkerbau von baugeschichtlichem Wert | 09247679 |
| Weitere Bilder | Zwei Fabrikgebäude, Teile eines ausgedehnten Werkskomplexes (Terrot-Werke, ehemals VEB Strickmaschinenbau, ehemals Wirkmaschinenfabrik Hilscher) | Paul-Gruner-Straße 72b (Karte)                                                                                      | 1898; bezeichnet mit 1927 | Qualitätvoller gründerzeitlicher Ziegelbau, ältestes erhaltenes Gebäude der Anlage, und imponierender Putzbau von 1927 in schlichter symmetrischer Gliederung, ortsgeschichtliche Bedeutung als Textilmaschinenfabrik und baugeschichtlich von Bedeutung | 09202327 |
|                | Mietshaus (zwei Hausnummern: Scheffelstraße 115 und Paul-Gruner-Straße 104) in Ecklage | Paul-Gruner-Straße 104 (Scheffelstraße 115) (Karte)                                                                 | Anfang 1920er Jahre | Schlichter Putzbau, qualitätvoll gegliedert, sparsame Ornamentik in biedermeierlichen Stilformen, weitestgehend original, baugeschichtlich von Bedeutung | 09202321 |
|                | Villa mit Garten und Einfriedung | Pfarrhübel 12 (Karte)                                                                                               | Um 1920 | Großzügige Villa in großem Garten, weitestgehend in ihrem Originalzustand erhalten, von Bedeutung für den Straßenzug Pfarrhübel, baugeschichtlich von Bedeutung | 09202351 |
| Weitere Bilder | Pfarrhübelsiedlung (Sachgesamtheit) | Pfarrhübel 13–51, 53, 55, 57, 59, 61, 63, 65 (Felsensteig 1–13, 15, 17, 19) (Karte)                                 | Bezeichnet mit 1919–1929 | Sachgesamtheit Pfarrhübelsiedlung mit folgenden Einzeldenkmalen: - Siedlungshäuser Pfarrhübel (siehe Pfarrhübel 13–65, 09202250) - und Siedlungshäuser Felsensteig (siehe Felsensteig 1–19, 09247833) - sowie Allee und Platz (Gartendenkmal) Wohnsiedlung, die in Anlehnung an die Gartenstadtidee entstand, im Heimatstil, der breite und sanft geschwungene Straßenzug am Nordhang des Pfarrhübels bildet das Rückgrat der hier in den 1920er Jahren angelegten Gartenstadt, mündet in einer platzartigen Erweiterung auf halber Höhe des Berghangs, der räumlich einseitig umbaut, landschaftsgestaltend und städtebaulich von Bedeutung. | 09302634 |
| Weitere Bilder | 19 Mehrfamilienwohnhäuser (meist als Doppelhäuser), Nr. 13/15, 14/16, 17/19, 18/20, 21/23, 22/24, 25/27, 26/28, 29/31, 30/32, 33/35, 34/36/38, 37/39/41, 40/42, 43/45, 44/46, 47/49, 48/50 und Nr. 51–65, ungerade (Einzeldenkmale der Sachgesamtheit 09302634) | Pfarrhübel 13–51, 53, 55, 57, 59, 61, 63, 65 (Karte)                                                                | 1921 (Nr. 14, 16, 18, 20, 22, 24); 1922 (Nr. 13, 15, 17, 19, 21, 23); 1924 (Nr. 26, 28, 30, 32); 1925 (Wohnhäuser, Nr. 33–36, 38, 40, 42, 44, 46); 1926 (Nr. 43, 45, 47, 48–50); bis 1930 (Nr. 51, 53, 55, 57, 59, 61, 63, 65)                | Einzeldenkmale der Sachgesamtheit Pfarrhübelsiedlung; Wohnsiedlung, die in Anlehnung an die Gartenstadtidee entstand, im Heimatstil, baugeschichtlich von Bedeutung | 09202250 |
| Weitere Bilder | Bahnhof Chemnitz Süd: Empfangsgebäude, zwei Bahnsteigüberdachungen (eine eingelagert), Überdachungen beider Bahnsteigzugänge, Einfriedung des Bahngeländes an der Südbahnstraße, sowie Einfriedung des Bahngeländes an der Südbahnstraße und Wartehäuschen auf dem Bahnsteig der Eisenbahnstrecke Chemnitz–Adorf (6645), die Eisenbahnbrücke über die Reichenhainer Straße der Hauptbahnstrecke Dresden–Werdau (6258, sä. DW) sowie die daran anschließenden östlichen Stützmauern beiderseits der Eisenbahnstrecke Dresden–Werdau (Einzeldenkmale der Sachgesamtheit 09306647) | Reichenhainer Straße 1 (Karte)                                                                                      | 1904–1907 (Eisenbahnbrücke); 1907 (Empfangsgebäude) | Einzeldenkmale der Sachgesamtheit Eisenbahnbogen Chemnitz; städtebaulich bedeutender, architektonisch wertvoller und seltener Keilbahnhof im Reformstil mit Jugendstil- und historistischen Einflüssen mit romanischen Stilelementen von gestalterischer Singularität, Zeugnis vom Umbau der Chemnitzer Eisenbahnanlagen nach der Jahrhundertwende und von der Verstädterung der vorstädtischen Bahnhofsanlagen, technikgeschichtlich, eisenbahngeschichtlich und ortsgeschichtlich von Bedeutung | 09202217 |
|                | Doppelmietshaus in halboffener Bebauung, mit Vorgarten | Rößlerstraße 8, 8a (Karte)                                                                                          | 1915 | Architektonisch originelle Putzfassade im Reformstil der Zeit um 1910, in dieser Art singulärer Bau in Chemnitz, baugeschichtlich von Bedeutung | 09205470 |
|                | Fabrik und Einfriedung | Rößlerstraße 9 (Karte)                                                                                              | Um 1930 | Monumentales Gebäude mit qualitätvoller, vertikal ausgerichteter Fassadengliederung, kubische Baukörperformen von Risalit und Hauptbau durchdringen sich, ein Grundstück mit der Fabrikantenvilla Annaberger Straße 70, technikgeschichtlich und baugeschichtlich von Bedeutung | 09202267 |
|                | Mietshaus in halboffener Bebauung | Rößlerstraße 10 (Karte)                                                                                             | Um 1880 | Ausgewogener, gründerzeitlicher Bau mit feiner Dachlandschaft, von Bedeutung für das Straßenbild mit dem Nachbarhaus (Nr. 12), baugeschichtlich von Wert | 09202259 |
|                | Mietshaus in geschlossener Bebauung | Rößlerstraße 12 (Karte)                                                                                             | Um 1880 | Für das Straßenbild im Zusammenhang mit Nr. 10 von Bedeutung, markante Mansarddachzone, schlichte gründerzeitliche Fassade, baugeschichtlich von Bedeutung | 09202260 |
|                | Mietshaus in Ecklage | Rößlerstraße 13 (Karte)                                                                                             | 1908 | Markanter Eckbau von städtebaulichem Wert, zum großen Teil sehr gut erhaltene Putzornamentik in Jugendstilformen, auch baugeschichtlich von Bedeutung | 09202268 |
|                | Mietshaus in halboffener Bebauung | Rößlerstraße 18 (Karte)                                                                                             | Vor 1895 | Schlichter, aber qualitätvoller Wohnbau, in prägnanter städtebaulicher Situation als Kopfbau einer langen Häuserzeile, baugeschichtlich von Bedeutung | 09202258 |
|                | Mietshaus in geschlossener Bebauung | Rößlerstraße 18b (Karte)                                                                                            | 1911 | Teil der einheitlichen Wohnbebauung in der Rößlerstraße, zurückhaltende lineare Fassadengestaltung in der Art des Jugendstils, baugeschichtlich von Bedeutung | 09202263 |
|                | Mietshaus in geschlossener Bebauung | Rößlerstraße 18c (Karte)                                                                                            | 1911 | Bedeutend für die einheitliche Wohnbebauung in der Rößlerstraße, außergewöhnliche Fassadengestaltung in Formen des Jugendstils mit farbig leuchtenden quadratischen Kacheln, baugeschichtlich von Bedeutung | 09202262 |
|                | Mietshaus in geschlossener Bebauung | Rößlerstraße 18d (Karte)                                                                                            | 1911 | Städtebaulich wichtig als Teil der einheitlichen Wohnbebauung in der Rößlerstraße, bedeutsam auf Grund der Innengestaltung im Eingangsbereich und Treppenhaus, baugeschichtlich von Bedeutung | 09202261 |
|                | Mietshaus in geschlossener Bebauung | Rößlerstraße 24 (Karte)                                                                                             | 1910 | Zurückhaltender, aber qualitätvoll gegliederter Wohnhausbau mit gut erhaltenem Bauschmuck und interessanter Eingangs- und Treppenhausgestaltung, baugeschichtlich von Bedeutung | 09202266 |
| Weitere Bilder | Verwaltungsgebäude (an der Rößlerstraße) der ehemaligen Weberei Carl Dürfeld (später Automobilfabrik Barkas-Werke) | Rößlerstraße 27 (Karte)                                                                                             | 1888–1889 laut Auskunft | Fabrik ehemals als hofumschließende Dreiflügelanlage, qualitätvolle Ziegelbauten vom Ende des 19. Jahrhunderts, feine Gliederung der Fassade durch verschiedenfarbige Ziegel und Relieffriese, industriehistorisch und ortsgeschichtlich von Bedeutung. Bis 2016 bestand der Denkmalschutz auch noch für das Hauptgebäude, siehe dazu Abschnitt „Ehemalige Denkmäler“. | 09202270 |
|                | Mietshaus in geschlossener Bebauung | Rößlerstraße 28 (Karte)                                                                                             | 1911 | Typisches Mietshaus der Zeit um 1910 mit weitgehend intakter Putzhaut, wertvoll als Teil der einheitlichen Bebauung der Rößlerstraße, baugeschichtlich von Bedeutung | 09202265 |
|                | Fabrikgebäude | Rößlerstraße 30 (Karte)                                                                                             | 1896 | Qualitätvoller, gut erhaltener Fabrikbau vom Ende des 19. Jahrhunderts, fein gegliederte Klinkerfassade, industriehistorisch und baugeschichtlich von Bedeutung | 09202264 |
| Weitere Bilder | Verwaltungsgebäude einer Fabrik (ehemals Presto-Werke und Auto Union), später Krankenhaus | Scheffelstraße 110 (Karte)                                                                                          | 1930er Jahre, im Kern älter (um 1900) | Bedeutsamer Vertreter der Architektur der 1930er Jahre, entstanden als Erweiterung und Umbau einer um 1900 errichteten Fabrikanlage, bemerkenswerte Fassadenabwicklung mit neoklassizistischen Formanklängen, industriehistorisch und baugeschichtlich von Bedeutung | 09202290 |
| Weitere Bilder | Fabrikgebäude (ehemals VEB Spezialgehäusebau) | Scheffelstraße 112 (Karte)                                                                                          | 1920er Jahre | Imposanter Industriebau mit charakteristischem, zur Straße hin vorgeschobenem Treppenturm im Stil der Moderne, baugeschichtlich von Bedeutung | 09202317 |
|                | Mietshaus (zwei Hausnummern: Scheffelstraße 115 und Paul-Gruner-Straße 104) in Ecklage | Scheffelstraße 115 (Paul-Gruner-Straße 104) (Karte)                                                                 | Anfang 1920er Jahre | Schlichter Putzbau, qualitätvoll gegliedert, sparsame Ornamentik in biedermeierlichen Stilformen, weitestgehend original, baugeschichtlich von Bedeutung | 09202321 |
|                | Mietshaus in offener Bebauung in Ecklage | Scheffelstraße 117 (Karte)                                                                                          | Anfang 1920er Jahre | Anspruchsvoll gegliederter Putzbau mit wertvollen expressionistischen und Art-déco-Details, in gutem Zustand, baugeschichtlich von Bedeutung | 09202316 |
| Weitere Bilder | Mietshaus in halboffener Bebauung (bauliche Einheit mit Nr. 121) | Scheffelstraße 119 (Karte)                                                                                          | 1924 laut Angabe des Eigentümers | Schlichter Etagenwohnbau mit sparsamen expressionistischen Dekorationsmotiven, wertvoll im Zusammenhang mit den benachbarten Mietsbauten Nr. 121, in gutem Zustand, baugeschichtlich von Bedeutung | 09202320 |
| Weitere Bilder | Mietshaus in geschlossener Bebauung konzipiert (bauliche Einheit mit Nr. 119) | Scheffelstraße 121 (Karte)                                                                                          | Anfang 1920er Jahre | Strenger, symmetrisch gegliederter Putzbau mit wertvollen gestalterischen Details, weitestgehend original erhalten, baugeschichtlich von Bedeutung | 09202319 |
| Weitere Bilder | Schule mit angebauter Turnhalle | Schulstraße 2 (Karte)                                                                                               | Bezeichnet mit 1888–1889 | Imponierender gründerzeitlicher Kommunalbau, formale Anklänge an Palastarchitektur, weitestgehend original erhalten, wichtig für das Ortsbild (Alte Schule Altchemnitz, siehe Annaberger Straße 245), ortsgeschichtlich und baugeschichtlich von Bedeutung | 09202297 |
|                | Wohnhaus in offener Bebauung | Schulstraße 4 (Karte)                                                                                               | Um 1880 | Wertvoll als gut erhaltener Rest einer frühen gründerzeitlichen vorstädtischen Bebauung in Altchemnitz, ortsentwicklungshistorisch und baugeschichtlich von Bedeutung | 09202296 |
| Weitere Bilder | Wohnhaus in offener Bebauung | Schulstraße 6 (Karte)                                                                                               | Bezeichnet mit 1840 | Wertvoller, gut erhaltener Wohnbau in Fachwerkbauweise, bedeutsam als Rest der ländlichen Bebauung in Altchemnitz, baugeschichtlich von Bedeutung | 09202295 |
|                | Wohnhaus (vermutlich Rest einer ehemaligen Hofanlage) | Schulstraße 18 (Karte)                                                                                              | Um 1800 | Weitestgehend original erhaltenes Fachwerkgebäude ohne wesentliche Veränderungen, vermutlich an der ehemaligen Dorfstraße von Altchemnitz gelegen, baugeschichtlich von Bedeutung | 09202304 |
| Weitere Bilder | Fabrik und Verwaltungsbau (Gewerbecenter Europark, ehemals Chemnitzer Aktienspinnerei II) | Schulstraße 38 (Karte)                                                                                              | Bezeichnet mit 1898 (Fabrikgebäude); um 1960 (Verwaltungsgebäude) | Große, imposante Fabrik, symmetrisch organisierte, anspruchsvoll gestaltete Anlage, sich zusammensetzend aus zwei Gebäudeflügeln in rotem Ziegel und in qualitätvoller Gestaltung sowie einem um 1960 geschickt eingefügten Verbindungsbau, ehemals Staatsarchiv Chemnitz, industriehistorisch, ortsgeschichtlich und baugeschichtlich von Bedeutung. Die im Hof stehende Fabrikhalle (Ziegelbau) vor 2009 abgebrochen. | 09202369 |
|                | Verwaltungsbau in offener Bebauung und Rückgebäude | Schulstraße 41 (Karte)                                                                                              | 1898 | Schlichter, qualitätvoller Ziegelbau in gutem Erhaltungszustand, steht funktional im Zusammenhang mit der Fabrik Nr. 38, baugeschichtlich von Bedeutung | 09202313 |
|                | Betriebsgebäude mit Wohnungen einer öffentlichen Badeanstalt (Flussbad Altchemnitz) | Schulstraße 60 (Karte)                                                                                              | Um 1930 | Qualitätvoller Vertreter einer traditionalistischen Architekturhaltung, in gutem Zustand, ortsgeschichtlich und baugeschichtlich von Bedeutung. Dazugehöriges Freibad im Stadtpark auf der gegenüberliegenden Seite des Chemnitzflusses vor 2009 abgebrochen. | 09202298 |
| Weitere Bilder | Zwei Fabrikhallen, Glüherei mit Schornstein und Ofen des Germania-Werkes | Schulstraße 63 (Karte)                                                                                              | 1895/96 (Altbau); 1952–1954 (Werkhalle); 1952 (Glühofen) | Von herausragender Bedeutung die imposante Fabrikhalle aus den 1950er Jahren, Glüherei von 1952 mit originalem Glühofen (Unikat), gut erhaltene Gründerzeitfabrikhalle, technikhistorisch und baugeschichtlich von Bedeutung | 09202368 |
|                | Wohnhaus mit Fabrikationsräumen | Schulstraße 96 (Karte)                                                                                              | 1889 laut Auskunft des Eigentümers | Interessanter Gründerzeitbau, bemerkenswerte Verbindung einer kleinen Strumpffabrik (Erdgeschoss) mit Wohnhaus des Inhabers (Obergeschoss), weitestgehend original, baugeschichtlich von Bedeutung | 09202299 |
|                | Doppelmietshaushälfte in offener Bebauung (Haushälfte Nr. 109 – 2006 abgebrochen) | Schulstraße 107 (Karte)                                                                                             | 1911 | Einfacher, eigenwillig gestalteter Etagenwohnbau mit ehemals symmetrisch angeordnetem Paar bekrönender Türmchen, im Reformstil der Zeit nach 1900, baugeschichtlich von Bedeutung | 09202303 |
|                | Villa mit Vorgarten | Schulstraße 112 (Karte)                                                                                             | 1903 | Qualitätvoller gründerzeitlicher Wohnbau mit neogotischen Details und Fachwerkelementen, ursprünglich zum benachbarten Gut gehörig (Nr. 114), baugeschichtlich von Bedeutung | 09202302 |
|                | Mietshaus in ehemals geschlossener Bebauung | Schulstraße 113 (Karte)                                                                                             | 1898 | Gut erhaltener Mietshausbau der Gründerzeit, Teil des baulichen Ensembles Nr. 111–115, städtebaulich und baugeschichtlich von Bedeutung. Nr. 111 2006 abgebrochen. | 09202311 |
|                | Mietshaus in halboffener Bebauung | Schulstraße 115 (Karte)                                                                                             | 1899 | Gut erhaltener Mietshausbau der Gründerzeit, Teil des baulichen Ensembles Nr. 111–115, städtebaulich und baugeschichtlich von Bedeutung. Nr. 111 2006 abgebrochen. | 09202310 |
|                | Mietshaus in Ecklage (bauliche Einheit mit Paul-Gruner-Straße 37, dieser Gebäudeteil vor 2009 abgebrochen) | Solbrigstraße 2 (Karte)                                                                                             | 1904 | Qualitätvoller Putzbau, der die Ecksituation markant zur Geltung bringt, ehemals mit Paul-Gruner-Straße 37 eine bauliche Einheit bildend, städtebaulich und baugeschichtlich von Bedeutung | 09202242 |
|                | Mietshaus in offener Bebauung | Solbrigstraße 15 (Karte)                                                                                            | 1904 | Anspruchsvoll gestalteter Etagenwohnbau, weitestgehend original erhalten, baugeschichtlich von Bedeutung | 09202243 |
|                | Mietshaus in offener Bebauung | Straßburger Straße 15 (Karte)                                                                                       | Ende 19. Jahrhundert (vor 1894) | Qualitätvoller, weitestgehend original erhaltener gründerzeitlicher Wohnbau, baugeschichtlich von Bedeutung | 09202256 |
|                | Mietshaus in offener Bebauung mit Vorgarten | Straßburger Straße 19, 21 (Karte)                                                                                   | 1903 | Gründerzeitlicher Wohnbau mit erhaltener Treppenhaus-Ausstattung, im Ensemble mit gegenüberliegenden Wohnhäusern Straßburger Straße 22/24, baugeschichtlich von Bedeutung | 09205467 |
|                | Mietshaus in halboffener Bebauung (bauliche Einheit mit Nr. 24), mit Vorgarten und Einfriedung | Straßburger Straße 22 (Karte)                                                                                       | 1910 | Zeittypischer Wohnbau im Reformstil der Zeit um 1910, mit selten erhaltener Schablonenmalerei am Dachüberstand, baugeschichtlich von Bedeutung | 09205469 |
|                | Mietshaus in halboffener Bebauung (bauliche Einheit mit Nr. 22), mit Vorgarten und Einfriedung | Straßburger Straße 24 (Karte)                                                                                       | 1912 | Zeittypischer Wohnbau im Reformstil der Zeit um 1910, schöne Eingangsgestaltung, baugeschichtlich von Bedeutung | 09205468 |
| Weitere Bilder | Mietshaus in geschlossener Bebauung konzipiert | Südstraße 23 (Karte)                                                                                                | 1904 | Qualitätvoller, im Originalzustand erhaltener Bau mit fein gestalteter, gründerzeitlicher Klinkerfassade, baugeschichtlich von Bedeutung | 09202337 |
|                | Mietshaus in offener Bebauung | Uhlestraße 14 (Karte)                                                                                               | 1908 | Schlichter historisierender Wohnbau mit qualitätvoller Fassadengestaltung, weitgehend original, baugeschichtlich von Bedeutung | 09202331 |
|                | Fabrikanlage mit großem Werksgebäude und mehreren Anbauten (ehemaliges RFT Gerätewerk Chemnitz) | Uhlestraße 34 (Karte)                                                                                               | Um 1905 | Baugeschichtlich und ortsgeschichtlich von Bedeutung, Putzbau mit markanter Ziegelsteingliederung, architektonisch anspruchsvoll, industriehistorisch und baugeschichtlich von Bedeutung. Kesselhaus und Schornstein vor 2009 abgebrochen. | 09202330 |
| Weitere Bilder | Fabrikgebäude | Wilhelm-Raabe-Straße 4 (Karte)                                                                                      | Um 1910 | Original erhaltenes Produktionsgebäude von schlichter, aber qualitätvoller Fassadengestaltung, industriegeschichtlich von Bedeutung | 09202466 |
| Weitere Bilder | Mietshaus (drei Eingänge), mit Vorgarten und Einfriedung, Teil einer kleinen Siedlung (Einzeldenkmal der Sachgesamtheit 09302506) | Wilhelm-Raabe-Straße 47, 49, 51 (Karte)                                                                             | Um 1920 | Einzeldenkmal der Sachgesamtheit Krenkel-Stiftung; symmetrisch angelegte Mietshausreihe in schlichter Baugestalt, Betonung des Mittelteils durch leicht vorspringenden Mittelrisalit mit großem Dreiecksgiebel, straßenbildprägend, ortsgeschichtlich von Bedeutung | 09202464 |
| Weitere Bilder | Mietshaus in ehemals geschlossener Bebauung mit Einfriedung und Vorgarten | Würschnitzstraße 5 (Karte)                                                                                          | 1909 | Sehr außergewöhnlich gestalteter Bau, Jugendstilformen, Gliederung der Fassade durch blau glasierte Ziegel, die die Fenster rahmen und Ornamentstreifen bilden, baugeschichtlich von Bedeutung | 09202339 |
| Weitere Bilder | Mietshaus in geschlossener Bebauung konzipiert, mit Einfriedung und Vorgarten | Würschnitzstraße 7 (Karte)                                                                                          | 1914 | Sehr gut erhaltener Mietshausbau mit ungewöhnlichen Gestaltungselementen, im Reformstil der Zeit um 1910, baugeschichtlich von Bedeutung | 09202338 |
|                | Mietshaus in halboffener Bebauung (bauliche Einheit mit Nr. 6 und 8), mit Vorgarten | Zöblitzer Straße 4 (Karte)                                                                                          | 1911 | Schlichter Mietshausbau mit zurückhaltender Fassadengliederung in Putz, im Reformstil der Zeit um 1910, bildet eine Einheit mit Nr. 6 und 8, städtebaulich und baugeschichtlich von Bedeutung | 09202334 |
|                | Mietshaus in geschlossener Bebauung (bauliche Einheit mit Nr. 4 und 8), mit Vorgarten | Zöblitzer Straße 6 (Karte)                                                                                          | 1911 | Einfacher Mietshausbau mit zurückhaltender Fassadengliederung, im Reformstil der Zeit um 1910, bildet eine Einheit mit Nr. 4 und 8, schöner Treppenhausbereich, städtebaulich und baugeschichtlich von Bedeutung | 09202336 |
|                | Mietshaus in halboffener Bebauung (bauliche Einheit mit Nr. 4 und 6), mit Vorgarten | Zöblitzer Straße 8 (Karte)                                                                                          | 1911 | Einfacher Mietshausbau mit zurückhaltender Fassadengliederung in Putz, im Reformstil der Zeit um 1910, bildet eine Einheit mit Nr. 4 und 6, aufwendiger Treppenhausbereich mit originalen Malereien, städtebaulich und baugeschichtlich von Bedeutung | 09202335 |
|                | Dreiseithof mit Wohnstallhaus, Stall und Scheune | Zöblitzer Straße 15 (Karte)                                                                                         | Bezeichnet mit 1688 (Wohnstallhaus); im Kern um 1800 (Seitengebäude und Scheune) | Eines der besterhaltenen ländlichen Anwesen in Altchemnitz, wertvolle sichtbare Fachwerkkonstruktion, baugeschichtlich von Bedeutung | 09202292 |
|                | Wohnstallhaus | Zwönitzstraße 40 (Karte)                                                                                            | Um 1800 | Bemerkenswert gut erhaltenes Wohnstallhaus mit Fachwerkobergeschoss und -giebel, baugeschichtlich von Bedeutung | 09202255 |

## Ehemalige Denkmäler
| Bild                                    | Bezeichnung                                                                                                  | Lage                                                    | Datierung                                                 | Beschreibung | ID       |
| --------------------------------------- | --- | ------------------------------------------------------- | --------------------------------------------------------- | --- | -------- |
| Direkt Bild zu diesem Denkmal hochladen | Fußgängerbrücke                                                                                              | Annaberger Straße (in Höhe Bruno-Salzer-Straße) (Karte) |                                                           | Abgerissen zwischen 2001 und 2006, Streichung aus der Denkmalliste vor 2010 |          |
| Direkt Bild zu diesem Denkmal hochladen | Mietshaus | Annaberger Straße 170 (Karte)                           | 1907                                                      | Abgerissen zwischen 2006 und 2009, Streichung aus der Denkmalliste vor 2010. |          |
| Direkt Bild zu diesem Denkmal hochladen | Mietshaus | Annaberger Straße 172 (Karte)                           | 1909                                                      | Abgerissen zwischen 2006 und 2009, Streichung aus der Denkmalliste vor 2010 |          |
| Direkt Bild zu diesem Denkmal hochladen | Mietshaus | Annaberger Straße 174 (Karte)                           | 1907                                                      | Abgerissen zwischen 2006 und 2009, Streichung aus der Denkmalliste vor 2010 |          |
| Direkt Bild zu diesem Denkmal hochladen | Mietshaus | Annaberger Straße 197 (Karte)                           |                                                           | Abgerissen zwischen 2001 und 2006, Streichung aus der Denkmalliste vor 2010 |          |
| Direkt Bild zu diesem Denkmal hochladen | Mietshaus | Annaberger Straße 341 (Karte)                           | 1900                                                      | Abgerissen zwischen 2006 und 2009, Streichung aus der Denkmalliste vor 2010 |          |
| Direkt Bild zu diesem Denkmal hochladen | Wohnhaus mit Anbau                                                                                           | Annaberger Straße 357 (Karte)                           | Vor 1895                                                  | Victoria-Apotheke. Abgerissen zwischen 2001 und 2006, Streichung aus der Denkmalliste vor 2010. |          |
| Direkt Bild zu diesem Denkmal hochladen | Brücke | Erfenschlager Straße (Karte)                            |                                                           | Zwischen 2006 und 2009 durch Neubau ersetzt, Streichung aus der Denkmalliste vor 2010 |          |
| Direkt Bild zu diesem Denkmal hochladen | Mietshaus | Heinrich-Lorenz-Straße 13 (Karte)                       | 1912                                                      | Abgerissen zwischen 2006 und 2009, Streichung aus der Denkmalliste vor 2010 |          |
| Direkt Bild zu diesem Denkmal hochladen | Mietshaus | Heinrich-Lorenz-Straße 17 (Karte)                       | 1910                                                      | Abgerissen 2007, ehemals Eigentum der GGG. Streichung aus der Denkmalliste vor 2010. |          |
| Direkt Bild zu diesem Denkmal hochladen | Mietshaus | Heinrich-Lorenz-Straße 19 (Karte)                       | 1914                                                      | Abgerissen 2007, ehemals Eigentum der GGG. Streichung aus der Denkmalliste vor 2010. |          |
| Weitere Bilder                          | Eisenbahnbrücke über die Olbernhauer Straße                                                                  | Olbernhauer Straße (Karte)                              | Um 1905                                                   | Blechträgerbrücke mit Pendelstützen im Originalzustand, verkehrsgeschichtlich und technikgeschichtlich von Bedeutung. 2020 abgerissen. | 09202350 |
| Direkt Bild zu diesem Denkmal hochladen | Wohnhaus in Ecklage                                                                                          | Paul-Gruner-Straße 9 (Karte)                            | Bezeichnet mit 1828 (Erdgeschoss); um 1870 (Obergeschoss) | Eines der wenigen zum ehemaligen Dorf Alt-Chemnitz gehörenden Wohnhäuser aus vorindustrieller Zeit von baugeschichtlicher, sozialgeschichtlicher und stadtentwicklungsgeschichtlicher Bedeutung. Abgerissen zwischen 2009 und 2012. | 09202254 |
| Direkt Bild zu diesem Denkmal hochladen | Mühle „Mittelmühle“                                                                                          | Paul-Gruner-Straße 56 (Karte)                           | Vor 1895                                                  | Abgerissen zwischen 2001 und 2006, Streichung aus der Denkmalliste vor 2010 |          |
| Direkt Bild zu diesem Denkmal hochladen | Wohnhaus | Paul-Gruner-Straße 66 (Karte)                           | Vor 1895                                                  | Abgerissen vor 2001, Streichung aus der Denkmalliste vor 2010 |          |
| Weitere Bilder                          | Hauptgebäude (an der Rößlerstraße) der ehemaligen Weberei Carl Dürfeld (später Automobilfabrik Barkas-Werke) | Rößlerstraße 27 (Karte)                                 | 1888/1889 laut Auskunft                                   | Fabrik ehemals als hofumschließende Dreiflügelanlage, qualitätvolle Ziegelbauten vom Ende des 19. Jahrhunderts, feine Gliederung der Fassade durch verschiedenfarbige Ziegel und Relieffriese, industriehistorisch und ortsgeschichtlich von Bedeutung. Die Abrissgenehmigung für das Hauptgebäude wurde 2016 nach einem Brandschaden erteilt, im gleichen Jahr erfolgte der Abriss. Denkmalschutz besteht damit nur noch für das kleinere Verwaltungsgebäude (siehe Rößlerstraße 27). | 09202270 |
| Weitere Bilder                          | Mietshaus | Scheffelstraße 118 (Karte)                              | 1911                                                      | Teilsaniert, Streichung aus der Denkmalliste 2010 |          |
| Direkt Bild zu diesem Denkmal hochladen | Mietshaus | Scheffelstraße 120 (Karte)                              |                                                           | Abgerissen zwischen 2006 und 2009, Streichung aus der Denkmalliste vor 2010 |          |
| Direkt Bild zu diesem Denkmal hochladen | Mietshaus / Kneipe „Deutsches Herz“                                                                          | Schulstraße 22 (Karte)                                  | 1899                                                      | Abgerissen zwischen 2001 und 2006, Streichung aus der Denkmalliste vor 2010 |          |
| Direkt Bild zu diesem Denkmal hochladen | Mietshaus | Schulstraße 26 (Karte)                                  | 1905                                                      | Erhalten, Streichung aus der Denkmalliste 2010 |          |
| Direkt Bild zu diesem Denkmal hochladen | Mietshaus | Schulstraße 28 (Karte)                                  | 1905                                                      | Erhalten, Streichung aus der Denkmalliste 2010 |          |
| Direkt Bild zu diesem Denkmal hochladen | Mietshaus | Schulstraße 30 (Karte)                                  | 1905                                                      | Abgerissen zwischen 2001 und 2006, Streichung aus der Denkmalliste vor 2010 |          |
| Direkt Bild zu diesem Denkmal hochladen | Mietshaus | Schulstraße 72 (Karte)                                  | 1896                                                      | Abgerissen zwischen 2001 und 2006, Streichung aus der Denkmalliste vor 2010 |          |
| Direkt Bild zu diesem Denkmal hochladen | Wohnhaus | Schulstraße 76 (Karte)                                  | Vor 1895                                                  | Abgerissen zwischen 2006 und 2009, Streichung aus der Denkmalliste vor 2010 |          |
| Direkt Bild zu diesem Denkmal hochladen | Mietshaus | Schulstraße 109 (Karte)                                 | 1911                                                      | Abgerissen zwischen 2006 und 2009, Streichung aus der Denkmalliste vor 2010 |          |
| Direkt Bild zu diesem Denkmal hochladen | Mietshaus | Schulstraße 111 (Karte)                                 | 1899                                                      | Abgerissen zwischen 2001 und 2006, Streichung aus der Denkmalliste vor 2010 |          |
| Weitere Bilder                          | Bauernhof und Tor                                                                                            | Schulstraße 114 (Karte)                                 |                                                           | Anfang 2020 abgerissen, Streichung aus der Denkmalliste vor 2010 |          |
| Direkt Bild zu diesem Denkmal hochladen | Schrankenwärterhaus                                                                                          | Schulstraße 115 (neben) (Karte)                         |                                                           | Status unklar, Streichung aus der Denkmalliste vor 2010 |          |
| Weitere Bilder                          | Mietshaus | Waplerstraße 6 (Karte)                                  | 1898                                                      | Erhalten, Streichung aus der Denkmalliste 2010 |          |
| Weitere Bilder                          | Eisenbahnbrücke über die Werner-Seelenbinder-Straße                                                          | Werner-Seelenbinder-Straße, bei Nr. 7 (Karte)           | Um 1905                                                   | Genietete Stahlträgerbrücke mit Geländer, bemerkenswerte architektonische Gestaltung durch akzentuierende Sandsteinobelisken an den Stirnseiten, technikgeschichtlich und verkehrsgeschichtlich von Bedeutung. 2020 abgerissen. | 09202323 |

## Tabellenlegende
- Bild: Bild des Kulturdenkmals, ggf. zusätzlich mit einem Link zu weiteren Fotos des Kulturdenkmals im Medienarchiv Wikimedia Commons. Wenn man auf das Kamerasymbol klickt, können Fotos zu Kulturdenkmalen aus dieser Liste hochgeladen werden:
- Bezeichnung: Denkmalgeschützte Objekte und ggf. Bauwerksname des Kulturdenkmals
- Lage: Straßenname und Hausnummer oder Flurstücknummer des Kulturdenkmals. Die Grundsortierung der Liste erfolgt nach dieser Adresse. Der Link (Karte) führt zu verschiedenen Kartendiensten mit der Position des Kulturdenkmals. Fehlt dieser Link, wurden die Koordinaten noch nicht eingetragen. Sind diese bekannt, können sie über ein Tool mit einer Kartenansicht einfach nachgetragen werden. In dieser Kartenansicht sind Kulturdenkmale ohne Koordinaten mit einem roten bzw. orangen Marker dargestellt und können durch Verschieben auf die richtige Position in der Karte mit Koordinaten versehen werden. Kulturdenkmale ohne Bild sind an einem blauen bzw. roten Marker erkennbar.
- Datierung: Baubeginn, Fertigstellung, Datum der Erstnennung oder grobe zeitliche Einordnung entsprechend des Eintrags in der sächsischen Denkmaldatenbank
- Beschreibung: Kurzcharakteristik des Kulturdenkmals entsprechend des Eintrags in der sächsischen Denkmaldatenbank, ggf. ergänzt durch die dort nur selten veröffentlichten Erfassungstexte oder zusätzliche Informationen
- ID: Vom Landesamt für Denkmalpflege Sachsen vergebene, das Kulturdenkmal eindeutig identifizierende Objekt-Nummer. Der Link führt zum PDF-Denkmaldokument des Landesamtes für Denkmalpflege Sachsen. Bei ehemaligen Kulturdenkmalen können die Objektnummern unbekannt sein und deshalb fehlen bzw. die Links von aus der Datenbank entfernten Objektnummern ins Leere führen. Ein ggf. vorhandenes Icon  führt zu den Angaben des Kulturdenkmals bei Wikidata.

## Ausführliche Denkmaltexte
1. ↑  Bahnhof Chemnitz-Süd:

Der Bahnhof Altchemnitz wurde mit dem Bau der Strecke Chemnitz–Aue–Adorf 1872 bis 1875 als deren Ausgangspunkt errichtet und am 15. November 1875 eröffnet. Am 1. Oktober 1894 wurde Altchemnitz zu Chemnitz eingemeindet (Schlegel I, S. 19). Der Bau der Linie von Chemnitz nach Stollberg 1894–95 war mit einer Erweiterung des Bahnhofes verbunden (Preuß und Preuß, S. 85, Schlegel I, S. 19). Sie schloss an die in den Jahren 1887 bis 1889 von der Chemnitz–Adorfer Linie in Zwönitz abzweigende Strecke nach Stollberg an und wird irreführender Weise nur als Zwönitz–Stollberger Linie bezeichnet. Im Zuge der Umgestaltung des Chemnitzer Hauptbahnhofes und der Chemnitzer Bahnanlagen von der Jahrhundertwende bis zum Ersten Weltkrieg wurden am 1. Februar 1905 alle Chemnitzer Bahnhöfe umbenannt, so der Bahnhof Altchemnitz in Chemnitz Südbahnhof (Preuß und Preuß, S. 176.) Laut sachsenschiene.de wurde sein Personenverkehr 1908 eingestellt und er zu einem separaten Güterbahnhof umgebaut, der im Folgenden dieselben Namen wie der Südbahnhof führte. Im Rahmen der Umgestaltung der Chemnitzer Bahnanlagen wurde die Trennung von Güter- und Personenverkehr eingeführt und zwischen 1904 und 1909 die Gleise südlich des Hauptbahnhofes mittels Gebäudeabbrüchen, neuen Viadukten und Stützmauern neu gestaltet. 1907 wurde das neue Empfangsgebäude des Südbahnhofes fertiggestellt, das gemeinsam mit den erneuerten Anlagen am 1. Oktober 1908 in Betrieb ging. Nun wurde der Südbahnhof Haltepunkt der Linie Dresden–Werdau (Schlegel I, S. 19) und die ehemals hier endenden Strecken wurden bis zum Hauptbahnhof weitergeführt. Das Gebäude und die Bahnsteige wurden bis heute nicht wesentlich verändert. Der architektonisch wertvolle Durchgangsbahnhof an einer Gleisgabelung ist städtebaulich brillant den davorliegenden Platz dominierend angelegt, ohne zwischen den hochgelegten Gleisen mit den zwei Inselbahnsteigen mit historischen Überdachungen, die über zwei Brücken führen, erdrückt zu werden. Die seltene Form des Keilbahnhofes hat keinen eigenen Typ hervorgebracht. In Chemnitz zeigt das Gebäude in kräftigem Reformstil mit Jugendstil- und historistischen Einflüssen wie romanischen Stilelementen gestalterische Singularität. Es zeugt vom Umbau der Chemnitzer Eisenbahnanlagen nach der Jahrhundertwende und von der Verstädterung der vorstädtischen Bahnhofsanlagen. Der Denkmalwert der authentisch erhaltenen Bahnanlagen ergibt sich aus der baugeschichtlichen, verkehrsgeschichtlichen, stadtgeschichtlichen und städtebaulichen Bedeutung.